# 크로아티아 여자 축구 국가대표팀
크로아티아 여자 축구 국가대표팀(크로아티아어: Hrvatska ženska nogometna reprezentacija 흐르바츠카 젠스카 노고메타 레프레젠타치야)은 크로아티아를 대표하는 여자 축구 대표팀으로 남자 대표팀과 달리 여자 대표팀은 유럽에서 전력이 약한 팀으로 분류된다. 1993년 10월 28일 슬로베니아와의 국제 경기 데뷔전에서 2-3으로 패했으며 FIFA 여자 월드컵과 UEFA 유럽 여자 축구 선수권 대회, 하계 올림픽 본선 출전 기록 모두 전무하다.

## 성적

### FIFA 여자 월드컵
- 1991년: 독립 이전 (유고슬라비아의 일부)
- 1995년 ~ 2023년: 예선 탈락

### 올림픽 축구
- 1996년 ~ 2020년: 예선 탈락
- 2024년: 참가 자격 없음

### UEFA 유럽 여자 축구 선수권 대회
- 1984년 ~ 1991년: 독립 이전 (유고슬라비아의 일부)
- 1993년: 불참
- 1995년 ~ 2025년: 예선 탈락

## 같이 보기
- 크로아티아 축구 국가대표팀